# Panilla combusta
Panilla combusta är en fjärilsart som beskrevs av George Francis Hampson 1895. Panilla combusta ingår i släktet Panilla och familjen nattflyn. Inga underarter finns listade i Catalogue of Life.